# Hanne Haugland
Hanne Haugland (ur. 14 grudnia 1967 w Haugesundzie) – norweska lekkoatletka specjalizująca się w skoku wzwyż. Dwukrotna olimpijka (1996, 2000).
Haugland pochodzi z rodziny o długich tradycjach lekkoatletycznych, tę dyscyplinę sportu uprawiali również jej dziadek Eugen oraz ojciec Terje. Mąż Norweżki – Håkon Särnblom – to wielokrotny mistrz kraju w skoku wzwyż.

## Osiągnięcia
- srebrny medal halowych mistrzostw Europy (Haga 1989)
- 3. miejsce podczas Finału Grand Prix IAAF (Londyn 1993)
- 8. lokata na igrzyskach olimpijskich (Atlanta 1996)
- brązowy medal halowych mistrzostw świata (Paryż 1997)
- złoto mistrzostw świata (Ateny 1997)
- reprezentantka Norwegii w zawodach Pucharu Europy (dwa zwycięstwa indywidualne w zawodach pierwszej ligi: 1995 & 1997, trzy zwycięstwa indywidualne w II lidze: 1989, 1991 oraz 1999)
- dwudziestopięciokrotna mistrzyni kraju (oprócz 21 tytułów w skoku wzwyż Haugland ma w dorobku trzy złote medale w skoku w dal oraz mistrzostwo Norwegii w trójskoku z 1994)
- wielokrotna rekordzistka kraju (oprócz licznych rekordów w skoku wzwyż jeden rekord w trójskoku)

W 1997 Haugland (wspólnie z Nilsem Arne Eggenem) została wybrana sportowcem roku w Norwegii. Po zakończeniu czynnej kariery sportowej rozpoczęła pracę jako trenerka.

## Rekordy życiowe
- skok wzwyż – 2,01 (1997) rekord Norwegii[1]
- skok wzwyż (hala) – 2,00 (1995 & 1997) rekord Norwegii[2]
- skok w dal – 6,48 (1995)
- trójskok – 13,56 (1994)